# Соляной собор Сипакиры

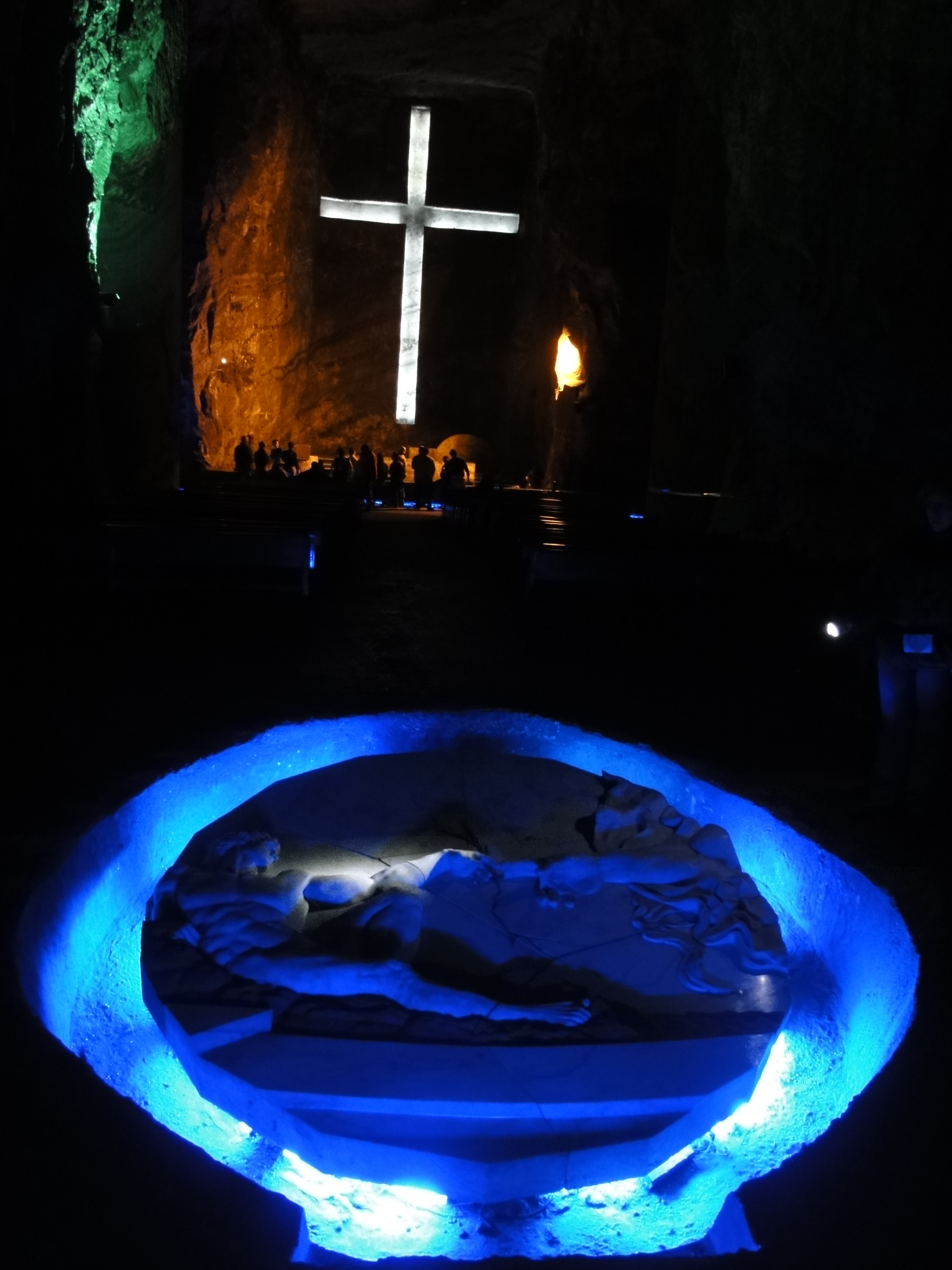

Соляной собор Сипакиры (исп. Catedral de Sal de Zipaquirá) — подземная католическая церковь, построенная в туннелях соляной шахты на глубине 200 метров под землёй в недрах галитовой скалы недалеко от города Сипакира в департаменте Кундинамарка, Колумбия. Является популярным объектом туризма и местом паломничества в стране. Название «Соляной Собор» используется в основном для привлечения туристов — являясь действующей церковью, которая принимает около 3000 прихожан по воскресеньям, он не имеет епископа и, следовательно, не имеет официального статуса собора у Католической церкви.
Храм в нижней части имеет три секции, представляющие рождение, жизнь и смерть Иисуса Христа. Иконы, украшения и архитектурные детали вручную выдолблены в галите. Имеется несколько мраморных скульптур.
Соляной собор считается одним из наиболее заметных достижений колумбийской архитектуры. Кроме того, его несколько раз называли «жемчужиной современной архитектуры». Собор является для колумбийского народа ценным культурным, экологическим и религиозным наследием.
Собор является частью более крупного комплекса, включающего «Парк-де-ла-Саль» (Соляной парк) и музей добычи полезных ископаемых, минералогии, геологии и природных ресурсов.